# Bernardo Cortés
Bernardo Cortés Maldonado (Jaén, 1934-Barcelona, 3 de marzo de 2017), también conocido como «El Poeta de la Barceloneta», fue un escritor, actor y cantautor español residente en Barcelona.
Se trasladó a Barcelona en 1952, y en los año 1990 fue introducido en el mundo de la televisión por Valerio Lazarov. A partir de ahí empezó a actuar en diferentes programas como Gente divertida. Se hizo más popular caricaturizado por Oriol Grau como Palomino, en el programa Un altra cosa de TV3 presentado por Andreu Buenafuente.
Hasta los últimos años, Cortés se dedicó a tocar la guitarra y cantar entre los comensales de las terrazas y restaurantes de la Barceloneta, donde se había convertido en una institución. Publicó diversos libros: Barceloneta de Barcelona, Materia y espíritu, Amanecer cantando y Poemas de la Barceloneta. También editó diferentes discos, como Maravillosa vida en 1999, donde cantaba una ranchera en la que rendía un homenaje a su madre y a su esposa, y Siempre jóvenes en 2012, y participó en películas como Lola, de Bigas Luna, El invernadero, de Santiago Lapeira.
Cortés llegó a Barcelona a los 19 años desde su Jaén natal. Explicaba que ganó un concurso de mecanografía y que estuvo en Francia, Bélgica y Suiza, donde pasó ocho años. A su regreso fundó una empresa de derribos y excavaciones pero su socio murió en un accidente laboral en el metro de Sarrià y él cayó en una depresión que le llevó a no continuar en la empresa y a tener problemas con el alcohol. 
Comenzó a cantar por los chiringuitos de la Barceloneta, en el restaurante Salamanca y a escribir poesía por las noches. Era una Barceloneta idealizada, “del pueblo para el pueblo”, nada que ver con el barrio lleno de turistas y especulación inmobiliaria actual; un barrio con chiringuitos de paella y sangría que las piquetas de los Juegos Olímpicos se llevaron por delante.
Lo adoptaron los modernos de la Barcelona preolímpica, que le llevaron a actuar al Otto Zutz, cuando se hacía llamar, parodiando su baja estatura, ‘El Chicarrón de la Barceloneta’.
La televisión le encontró con 'Plàstic', el programa moderno de entonces en la segunda cadena de TVE, en 1983. Pero no fue hasta que vino Alfonso Arús, con ‘La casa por la ventana’ y después Tele 5, con ‘Qué gente tan divertida’, con Loreto Valverde, que le convirtieron en personaje televisivo.
IMITACIÓN DE ORIOL GRAU
Arús lo recuperó para el ‘Força Barça’ pero la fama a gran escala le llegaría con ‘Sense títol’, en el que Oriol Grau se apropió del personaje al que dio el nombre de ‘Palomino’ y lo llevó a varios otros programas, como ‘La cosa nostra’. El personaje televisivo absorbió al real, que llevó con resignación su fama, intentando recordarle al público que le conocía por Palomino, que había un cantautor bajo la capa grotesca que le habían asignado.
Publicó varios libros de poesía, 'Amanecer cantando', 'Materia y espíritu', 'Poemas en la Barceloneta' y 'De mis soledades y mi tierra', y varios discos, como ‘Maravillosa vida’, con temas propios y versiones; ‘Corazón, sol y luna’, un triple con 49 canciones y portada de Mariscal, en el que había versiones de 'Currucucú Paloma', 'Mi ovejita Lucera', o una versión techno del himno del Barça; y ‘Luna poética’, con poemas propios,

Bernardo Cortés Maldonado escribió " Si algún día falto y se que faltare de donde estoy/ si alguien me quiere que alguien ponga en mi fosa: Un humilde poeta yace aquí / cantor de mar, piedras y gaviotas"
Bernardo sentía adoración por su mujer también fallecida, no dejaron descendencia.